# Pennantia corymbosa
Pennantia corymbosa — типовой вид рода Пеннантия (лат. Pennantia) семейства Пеннантиевые (лат. Pennantiaceae).

## Ареал
Обитает в Новой Зеландии.

## Ботаническое описание
Небольшое двудомное дерево. Некрупные кремовые или белые цветки появляются с ноября по февраль, а осенью они сменяются блестящими чёрными плодами. Они являются любимой пищей новозеландских медососов-колокольчиков.
Название на языке маори — kaikōmako — в переводе означает «утиная лапа» и происходит от характерной формы листьев молодых растений.
|                                                |  |  |
| Pennantia corymbosa: общий вид, листья и плоды |  |  |